# La vera storia di Biancaneve
La vera storia di Biancaneve (Snow White: The Fairest of Them All) è un film per la televisione del 2001 diretto da Caroline Thompson e basato sulla classica fiaba dei fratelli Grimm Biancaneve. Tra gli interpreti figurano Miranda Richardson, Vincent Schiavelli, Tom Irwin e Kristin Kreuk, in seguito famosa per il ruolo di Lana Lang nella serie televisiva Smallville, al suo debutto televisivo come protagonista.
Trasmesso negli Stati Uniti il 17 marzo 2002 sulla rete ABC, all'interno del programma The Wonderful World of Disney, in Italia è andato in onda il 7 gennaio 2004 in tarda serata su Italia 1.

## Trama
John e Josephine desiderano molto avere una bambina. Quando finalmente nasce, decidono di chiamarla Biancaneve. Purtroppo, Josephine muore di parto e John rimane solo con Biancaneve.
Durante l'inverno, l'uomo, mentre cerca del cibo per sfamare la figlia, versa una lacrima su un lago ghiacciato e libera un essere magico chiamato il Concessore dei Sogni, che per ringraziarlo gli chiede di esprimere tre desideri che lui esaudirà. John domanda del latte per la bambina, un regno e una regina come nuova moglie, non potendo resuscitare quella morta.
I suoi desideri si avverano, ma John ignora che il Concessore abbia una sorella strega, Elspeth, che non attende altro che salire al trono: per esaudire l'ultimo desiderio di John, il Concessore tramuta Elspeth in una bellissima donna e le dona uno specchio magico con il quale potrà tenere d'occhio chi vuole e con i suoi frammenti inganna John.
Sedici anni dopo, Elspeth è sposata con John e non ha un buon rapporto con la figliastra Biancaneve, che è diventata una bellissima principessa.
Ogni giorno, Elspeth si chiude in una stanza piena di specchi magici e chiede chi sia la più bella del reame. Gli specchi l'hanno sempre rassicurata: è lei la più bella del reame. Ma un giorno, dopo l'arrivo di un principe, Alfred, che si innamora di Biancaneve, al posto dell'immagine di Elspeth negli specchi compare quella di Biancaneve; questo vuol dire che la più bella del reame adesso è lei. Furiosa ed invidiosa, Elspeth manda il cacciatore Hector a portare Biancaneve nella foresta, ucciderla e portarle il cuore, e trasforma il principe Alfred in un orso. Ma Hector risparmia la vita di Biancaneve e porta ad Elspeth il cuore di un cinghiale, che lei poi mangerà a cena. Sfortunatamente, Elspeth scopre l'inganno, uccide Hector, imprigiona John negli specchi e intende uccidere Biancaneve soffocandola con un nastro stregato.
La principessa viene salvata da sette buffi nani, che si chiamano come i giorni della settimana e hanno il potere di trasformarsi in un arcobaleno per spostarsi da un luogo all'altro, ma solo se sono tutti insieme. Il nano più anziano, Domenica, e di color viola, è vittima di una vecchia magia di Elspeth: una volta trasformato in un nano da giardino, riuscì a liberarsi ma solo per metà, rimanendo con il lato sinistro paralizzato.
I sette nani si prendono cura di Biancaneve nella loro casetta nascosta tra le foglie, tranne Mercoledì, il nano più alto e di colore giallo, che la tratta con diffidenza, anche se lei è buona anche con lui.
Intanto, Elspeth, dopo aver localizzato la casetta dei nani, prepara una mela per metà avvelenata e si trasforma in Josephine davanti agli occhi di John con lo specchio magico che le aveva dato suo fratello.
Dopo aver costretto Lunedì, il nano di colore rosso (che poi trasformerà anch'egli in un nano da giardino) a farle trovare la casetta, Elspeth riesce a fare mangiare la mela a Biancaneve, uccidendola.
Ma una volta tornata al castello, quando Elspeth tocca lo specchio per riottenere il suo bellissimo aspetto, riprende quello vero da vecchia strega, ma ancora più brutto di prima: è il castigo che il fratello Concessore le ha dato per aver ucciso una creatura umana che non le aveva fatto niente di male.
I nani, non essendo riusciti a salvare Biancaneve, la chiudono in una bara di ghiaccio e le lasciano vicino la statuetta di Lunedì.
Biancaneve riceve il bacio d'amore da Alfred, che era stato imprigionato da Elspeth in una palla di vetro, e in questo modo lei si risveglia e lui torna umano. Anche Lunedì e Domenica tornano normali, gli specchi magici si rompono, liberando così John, e la colpevolizzata Elspeth viene uccisa da tutti gli altri nanetti che aveva trasformato in statuette. Il Concessore, così come Biancaneve e il suo principe, se ne andrà per la sua strada, mentre i nani progettano di andare dalla Bella Addormentata.